# Полуденка (приток Койвы)
Полуденка — река в Горнозаводском городском округе Пермского края, приток Койвы. Впадает в Койву слева в 137 км от её устья. Длина реки 11 км. Исток реки у подножия горы Кварцевая в 4 км юго-восточнее посёлка Промысла, основное направление течения — на северо-запад и запад. Протекает через ряд выработок, оставшихся после золотодобычи, и посёлок, устье в 1 км западнее посёлка.

## Данные водного реестра
По данным государственного водного реестра России, река относится к Камскому бассейновому округу, бассейн реки Кама, подбассейн — Кама до Куйбышевского водохранилища (без бассейнов рек Белой и Вятки), водохозяйственный участок реки — Чусовая от в/п пгт. Кын до устья. Код объекта в государственном водном реестре — 10010100712111100011184.